# Siara

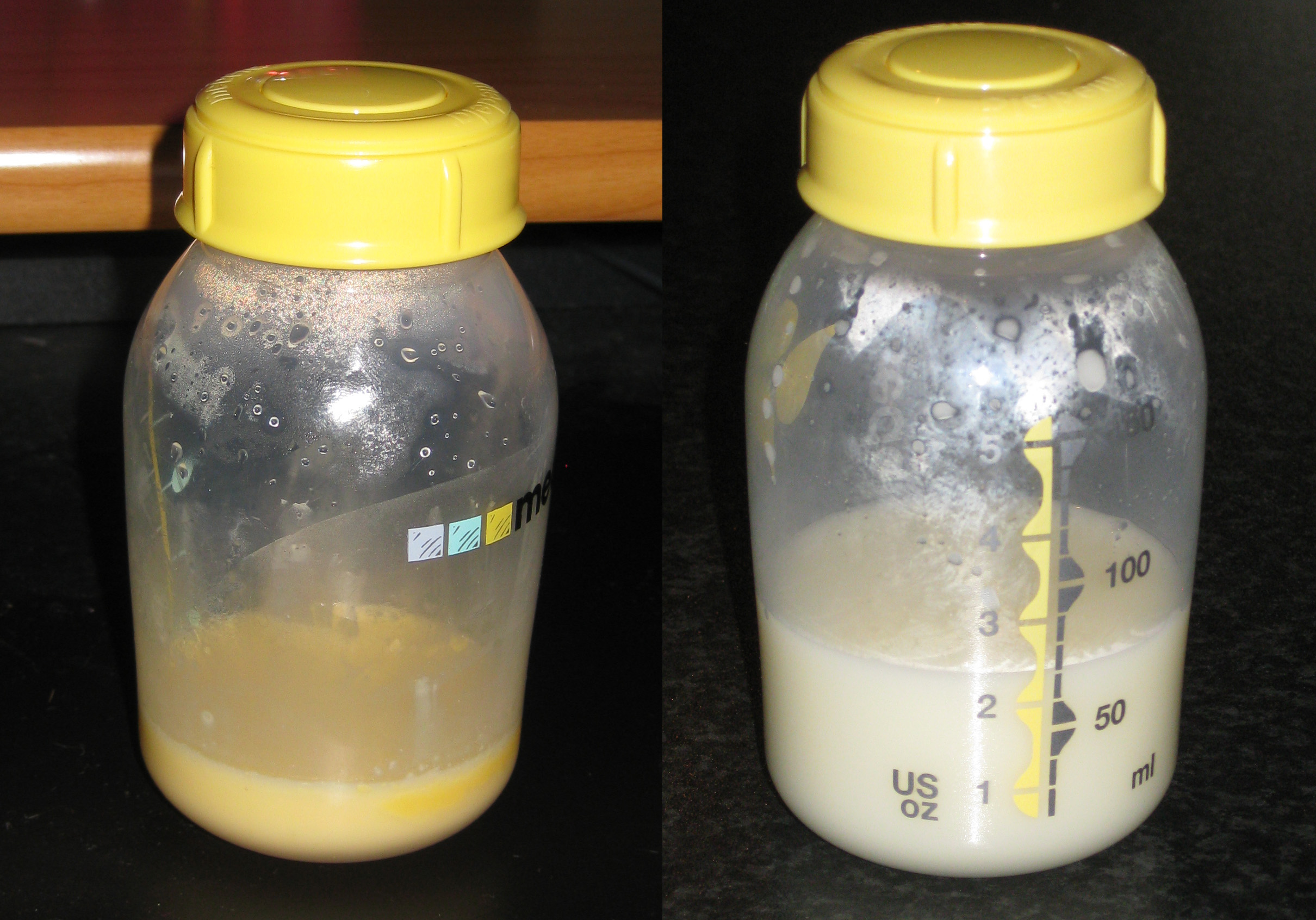
Ludzka siara i mleko matki. Po lewej siara w 4. dniu laktacji, a po prawej mleko w 8. dniu

Siara (młodziwo, łac. colostrum) – gęsta, żółta wydzielina gruczołu mlekowego ssaków, w tym człowieka. Zaczyna powstawać w gruczołach mlekowych jeszcze w czasie ciąży (u człowieka już od około 20. tygodnia).
Siara jest pierwszym pokarmem każdego nowo narodzonego ssaka, w tym noworodków człowieka. Unikalny skład colostrum ma fundamentalne znaczenie we wczesnym karmieniu potomka. W porównaniu do mleka właściwego matki, siara jest szczególnie bogata w białka, z których większość jest mało odżywcza, ale gra ważną rolę w dojrzewaniu przewodu pokarmowego młodych ssaków. Zawiera dużo witaminy A, sodu i chlorków, a stosunkowo niewiele węglowodanów, potasu i tłuszczu w porównaniu z mlekiem.
Ze względu na niedojrzałość układu immunologicznego nowo narodzonych ssaków i ekspozycję na czynniki chorobotwórcze w pierwszych dniach życia, bardzo istotne jest to, że siara zawiera bardzo wysoki poziom przeciwciał IgA, do 5 mg/ml. Mała  ich część jest wchłaniana, a większa pozostaje na powierzchni układu pokarmowego dziecka, działając jako „płaszcz odpornościowy”, zapobiegając działaniu patogenów w przewodzie pokarmowym. Prostaglandyny obecne w siarze działają jako ochrona żołądka i innych organów.

## Skład siary
Siara jest mieszaniną wielu składników o zróżnicowanych właściwościach fizycznych, chemicznych i biologicznych.  Jest gęstą, żółtą cieczą o odczynie lekko kwaśnym (pH=6,4), znacznie różniącą się od mleka. Zawiera ponad 250 naturalnych związków chemicznych, takich jak hormony, enzymy, poliamidy, pochodne kwasów nukleinowych, pochodne aminokwasów i inne. Zawiera także immunoglobuliny, laktoperoksydazę, laktoferynę, lizozym i leukocyty. W jego skład wchodzą również dobrze przyswajalne i o dużej koncentracji czynniki wzrostu. Witaminy oraz związki mineralne dopełniają głównego składu.
| Składnik             | Siara   | Mleko niedojrzałe | Mleko dojrzałe |
| -------------------- | ------- | ----------------- | -------------- |
| Woda                 | 88,2 g  | 87,4 g            | 87,1 g         |
| Białko               | 2,0 g   | 1,5 g             | 1,3 g          |
| Tłuszcze             | 2,6 g   | 3,7 g             | 4,1 g          |
| Cukry                | 6,6 g   | 6,9 g             | 7,2 g          |
| Cholesterol          | 31 mg   | 24 mg             | 16 mg          |
| Wartość energetyczna | 56 kcal | 67 kcal           | 69 kcal        |

Skład:
- naturalne czynniki wzrostu: GH, IGF-1, GnRH, TGF-α, TGF-β, EGF, FGF, NgF, PDgF
- immunoglobuliny: IgA, IgD, IgE, IgG (IgG1/IgG2), IgM
- regulatory odporności: laktoferyna, laktoperoksydaza, oksydaza ksantynowa, tymozyna α1 i β4, lizozym, laktoalbumina, glikoproteiny i trypsyna – czynniki hamujące, bogate w prolinę polipeptydy (PRP), kwas orotowy, leukocyty, cytokiny, interleukina 1,6 i 10, interferon-ϒ, i wiele innych
- aminokwasy: alanina, arginina, kwas asparaginowy, beta-alanina (β–alanina), kwas β–aminomasłowy, cysteina, cytrulina, fenyloalanina, fosfoseryna, glutamina, kwas glutaminowy, glicyna, histydyna, izoleucyna, leucyna, lizyna, metionina, ornityna, prolina, seryna, tauryna, treonina, tryptofan, tyrozyna, walina
- witaminy: witamina A, tiamina (B1), ryboflawina (B2), niacyna (B3), pirydoksyna (B6), kobalamina (B12), kwas pantotenowy, kwas foliowy, witamina C, cholekalcyferol (D3), tokoferol (E), ubichinon (Q10)
- sole mineralne: chlor (Cl), chrom (Cr),  cynk (Zn), fosfor (P), glin (Al), kobalt (Co), magnez (Mg), mangan (Mn), miedź (Cu), potas (K), selen (Se), siarka (S), sód (Na), wapń (Ca), żelazo (Fe)

## Właściwości siary
Siara różni się od mleka m.in. gęstością, kolorem (jest żółta) i odczynem lekko kwaśnym (pH=6,4), ponadto smakiem i zapachem. Jest to zupełnie inna substancja, o różnych od mleka właściwościach fizyko-chemicznych oraz organoleptycznych. Jednak stężenie zawartych w siarze substancji ulega w kolejnych godzinach i dniach po porodzie dużym zmianom. Prowadzi to do stopniowej przemiany substancji jaką jest siara w mleko. Czas w jakim przemiana ta się dokonuje jest zależny od organizmu dawcy i trwa od kilku godzin do kilku dni. Jednak zawsze za tzw. „pełną” siarę uważa się wydzielinę z pierwszej laktacji, z pierwszych chwil po jej wystąpieniu. Dalej, z każdą godziną substancja zamienia się powoli w mleko, aby stać się nim ostatecznie po określonym czasie.
Właściwości siary są różne w zależności od czasu, w którym pobrano próbkę. Dlatego też podstawowym problemem przy badaniu danych dotyczących właściwości i składu siary jest zwrócenie uwagi na czas, w jakim została zebrana, chyba że podawane są informacje ogólne dotyczące działania poszczególnych składników siary lub podawane są stężenia tychże substancji i dane dotyczące prób klinicznych i obserwacji.
Szczególną rolę, ze względu na wpływ na organizmy żywe, odgrywają białka i peptydy. Właściwości białek i peptydów siary były przedmiotem ekstensywnych badań, zarówno na modelach zwierzęcych, jak i prób klinicznych. Uzyskane wyniki wskazują na ich przydatność w profilaktyce i terapii chorób autoimmunologicznych i neoplastycznych, niedoborów immunologicznych, odnowie funkcji układu immunologicznego po chemioterapii, w zakażeniach, sepsie i endotoksemii.